# Ernst Hammer (Schriftsteller)
Ernst Hammer (* 24. März 1924 in Stanz im Mürztal, Steiermark; † 20. April 1990 in Graz) war ein österreichischer Erzähler und Lyriker.

## Leben
Nach dem Kriegsdienst im Zweiten Weltkrieg war Hammer als Übersetzer bei der englischen Militärverwaltung in Graz tätig. Anschließend war er arbeitslos oder schlug er sich mit verschiedenen Aushilfstätigkeiten durch, arbeitete als Buchvertreter, Sprecher in einem Propagandawagen und Wahlhelfer. Von 1950 bis 1960 war er Hilfsarbeiter in einer Grazer Druckerei, obwohl er bereits zu dieser Zeit zu den wichtigen Nachkriegsliteraten Österreichs gezählt wurden.
1956 wurde ihm von der Carl-Bertelsmann-Stiftung zur Förderung junger Autoren ein Stipendium verliehen. Ab 1960 arbeitete er als Büroangestellter, bevor er 1963 unter Alfred Holzinger als ständiger Mitarbeiter und Lektor im Studio Graz des Österreichischen Rundfunks eine angemessene Tätigkeit fand. 1963 erhielt er den Förderpreis des Peter-Rosegger-Preises und 1968 den Hauptpreis. 1983 wurde er mit dem Würdigungspreis der Stadt Graz ausgezeichnet.
Er war „... mit scharfem Blick für das Reale mit seinen ernsten und humorvollen Situationen“ ein Erzähler mit „sozialer Note“, wie ihn Ernst Kindermann bereits 1954 beschrieb. Sein Kollege und Freund Gerhard Fritsch widmete ihm das Langgedicht Dieses Dunkel heißt Nacht.

## Werke
- Wanns dumpa wird – Steirische Geschichten, Leykam-Verlag, Graz, 1950
- Petelka kommt heim, Leykam-Verlag, Graz, 1952
- Staub unter der Sonne, Otto Müller, Salzburg 1960
- Regen am Nachmittag (Erzählungen), Otto Müller, Salzburg 1962
- Ramint. Roman eines vorsichtigen Lebens, Otto Müller, Salzburg, 1965
- Ein Augenblick der Schwäche  (Erzählungen), Styria Verlag, Graz, 1977 ISBN 3-22210964-8